# Wilhelm Hentrich
Wilhelm Hentrich SJ (* 7. Januar 1887 in Münster; † 1. Mai 1972 ebenda) war ein römisch-katholischer Theologe und Bibliothekar.

## Leben
Wilhelm Hentrich trat 1907 in den Jesuitenorden ein. Er studierte von 1909 bis 1912 Philosophie am Ignatiuskolleg in Valkenburg aan de Geul. 1942 wurde er zum Privatbibliothekar von Papst Pius XII. ernannt. Er war einer der 27 Theologen, die in Vorbereitung der 1950 erfolgten Dogmatisierung der leiblichen Aufnahme Mariens in den Himmel zu Rate gezogen wurden.

## Schriften (Auswahl)
- Gregor von Valencia und der Molinismus. Ein Beitrag zur Geschichte des Prämolinismus mit Benützung ungedruckter Quellen. Verlag Felizian Rauch, Innsbruck 1928.
- Gregor von Valencia und die Erneuerung der deutschen Scholastik im 16. Jahrhundert. Verlag Josef Habbel, Regensburg 1930.
- mit Rudolf Walter von Moos: Petitiones de Assumptione corporea B. V. Mariae in caelum definienda ad sanctam sedem delatae propositae secundum ordinem hierarchicum, dogmaticum, geographicum, chronologicum ad consensum ecclesiae manifestandum. Typis Polyglottis Vaticanis, Rom 1942.
- De definibilitate assumptionis beatae Mariae Virginis. Circa recentem theologorum motum assumptionisticum et circa momentum dogmaticum „Petitionum de assumptione definienda ad S. Sedem delatarum“. Edizioni Marianum, Rom 1949.